# Ma Dong-seok
Ma Dong-seok (en hangul, 마동석, romanizado Lee Dong-seok; Seoul, Corea Del Sur 1 de marzo de 1971), también conocido como Don Lee, es un actor surcoreano-estadounidense, quien ha desarrollado su carrera en Corea del Sur y Estados Unidos. En 2021, interpretó el personaje Gilgamesh de la película Eternals.

## Carrera
Es conocido en particular por sus personajes de reparto en The Neighbor, "Nameless Gangster: Rules of the Time", The Unjust, y más recientemente, como uno de los protagonistas de Train to Busan.
También ha interpretado roles protagonistas en Norigae, Murderer y One on one.
Antes de debutar como actor y bajo su nombre occidental Don Lee, él fue el entrenador personal de los artistas marciales mixtos Mark Coleman y Kevin Randleman.
También es conocido por su pasión por el boxeo. Ha declarado que ha boxeado toda su vida y que el boxeo le ha enseñado sobre resistencia y humildad, según Polygon. También ha mencionado que la película Rocky fue una inspiración para él y que comenzó a soñar con ser actor mientras aprendía boxeo. 
En agosto del 2020 se anunció que se había unido al elenco de la película Apgujeong Report, donde interpretará a Dae-guk, un hombre desempleado al que le gusta meterse en los negocios de otras personas.

## Filmografía

### Películas
| Año  | Título                                               | Personaje                       | Notes                  |
| ---- | ---------------------------------------------------- | ------------------------------- | ---------------------- |
| 2005 | Heaven's Soldiers                                    | Hwang Sang-wook                 |                        |
| 2006 | Ssunday Seoul                                        | Detective 1                     |                        |
| 2007 | The Worst Guy Ever                                   | Ho-seob                         |                        |
| 2008 | The Moonlight of Seoul                               | Chang-woo                       |                        |
| 2008 | The Good, the Bad, the Weird                         | Gom ("Bear")                    |                        |
| 2008 | Ten Ten                                              | manager                         | Segmento: "The Rabbit" |
| 2009 | Insadong Scandal                                     | Sang-bok                        |                        |
| 2009 | Take Off                                             | (Cameo)                         |                        |
| 2010 | Midnight FM                                          | Son Deok-tae                    |                        |
| 2010 | the unjust                                           | Ma Dae-ho                       |                        |
| 2010 | Try to Remember                                      | Seung-hwan                      |                        |
| 2011 | Quick                                                | Kim Joo-chul                    |                        |
| 2011 | Pained                                               | Bum-no                          |                        |
| 2011 | Perfect Game                                         | Park Man-soo                    |                        |
| 2011 | Showtime!                                            |                                 | cortometraje           |
| 2012 | Never Ending Story                                   | conductor                       | Cameo                  |
| 2012 | Dancing Queen                                        | Pareja Gay                      | Cameo                  |
| 2012 | Nameless Gangster: Rules of the Time                 | Pimp Kim                        |                        |
| 2012 | Doomsday Book                                        | Zombi en uniforme escolar       |                        |
| 2012 | The Neighbor                                         | Ahn Hyuk-mo                     |                        |
| 2012 | love 911                                             | capitán                         |                        |
| 2013 | New World                                            | Jefe de section Jo              | Cameo                  |
| 2013 | Norigae                                              | Lee Jang-ho                     |                        |
| 2013 | Azooma                                               | Detective Ma                    |                        |
| 2013 | Rockin' on Heaven's Door                             | Moo-sung                        |                        |
| 2013 | Mr. Go                                               | comentarista de béisbol         | Cameo                  |
| 2013 | The Flu                                              | Jeon Gook-hwan                  |                        |
| 2013 | Gyeolhonjeonya                                       | Geon-ho                         |                        |
| 2013 | rough play                                           | "Tenacious" jefe de la pandilla |                        |
| 2013 | The Five                                             | Jang Dae-ho                     |                        |
| 2014 | Murderer                                             | Joo-hyub                        |                        |
| 2014 | One on One                                           | Líder de las sombras            |                        |
| 2014 | kundo: age of the rampant                            | Chun-bo                         |                        |
| 2014 | The Royal Tailor                                     | Pan-soo                         |                        |
| 2015 | The chronicles of evil                               | Detective Oh                    |                        |
| 2015 | Por encima de la ley                                 | hombre con ropa deportiva       | Cameo                  |
| 2015 | Deep Trap                                            | Park Sung-chul                  |                        |
| 2016 | Familyhood                                           | Pyeong-gu                       |                        |
| 2016 | Train to Busan                                       | Sang-hwa                        |                        |
| 2016 | Derailed                                             | Hyung-Seok                      |                        |
| 2017 | Along with the Gods: The Two Worlds                  | Dios del hogar                  |                        |
| 2017 | The Mayor                                            | Priest                          | Cameo                  |
| 2017 | Wonderful Life                                       | Jang-su                         |                        |
| 2017 | The Outlaws                                          | Ma Seok-do                      |                        |
| 2017 | The Bros                                             | Lee Seok-bong                   |                        |
| 2018 | Campeón                                              | Mark                            | [ 12 ] [ 13 ]          |
| 2018 | Bear                                                 | Yeok Gi-cheol                   |                        |
| 2018 | Bad Guys: The Movie                                  |                                 | [ 14 ]                 |
| 2018 | Along with the Gods: The Last 49 Days                | Seongju (dios del hogar)        | [ 15 ]                 |
| 2018 | The Soul-Mate                                        | Jang-su                         | [ 16 ]                 |
| 2018 | The Villagers                                        | Yeok Gi-cheol                   | [ 17 ]                 |
| 2018 | Unstoppable                                          | Dong-chul                       | [ 18 ]                 |
| 2019 | Start-Up (Ignition)                                  | Geo Suk / "Large Brother"       |                        |
| 2019 | The Gangster, The Cop, The Devil (Story of Villains) | Jang Dong-soo                   | [ 19 ]                 |
| 2019 | The Bad Guys: Reign of Chaos                         | Park Woong-cheol                | [ 20 ]                 |
| 2019 | Ashfall                                              |                                 | [ 21 ]                 |
| 2021 | Eternals                                             | Gilgamesh                       |                        |
| 2021 | Apgujeong Report                                     | Dae-guk                         |                        |
| 2022 | The Roundup                                          | Ma Seok-do                      | [ 22 ] [ 23 ] [ 24 ]   |
| 2023 | The Roundup: No Way Out                              | Ma Seok-do                      | [ 25 ]                 |
| 2024 | Cazadores en tierra inhóspita                        | Nam-san                         | [ 26 ] [ 27 ] [ 28 ]   |
| 2024 | The Roundup: Punishment                              | Ma Seok-do                      |                        |

### Series de televisión
| Año  | Título                     | Rol                | canal   |
| ---- | -------------------------- | ------------------ | ------- |
| 2007 | H.I.T                      | Nam Seong-shik     | MBC     |
| 2008 | Robber                     | Jong-goo           | SBS     |
| 2008 | Formidable Rivals          | Pyo Chul-ho        | KBS2    |
| 2008 | Alibi Inc.                 | Park Sang-bak      | Dramax  |
| 2009 | Swallow the Sun            | Lee Kang-rae       | SBS     |
| 2010 | Dr. Champ                  | Oh Jung-dae        | SBS     |
| 2011 | Me Too, Flower!            | Detective (cameo)  | MBC     |
| 2012 | Shut Up Flower Boy Band    | profesor Silva     | tvN     |
| 2014 | Bad Guys                   | Park Woong-cheol   | OCN     |
| 2015 | Sense8                     | seguridad del club | Netflix |
| 2016 | 38 Revenue Collection Unit | Baek Sung-il       | OCN     |

### Vídeos musicales
| Año  | Canción | Artista    |
| ---- | ------- | ---------- |
| 2007 | "A Man" | Monday Kiz |

## Premios y nominaciones
| Año  | Premio                          | Categoría              | Nominación                 | Resultado |
| ---- | ------------------------------- | ---------------------- | -------------------------- | --------- |
| 2012 | 33rd Blue Dragon Film Awards    | Mejor actor de reparto | The Neighbor               | Nominado  |
| 2013 | 49th Premio Baeksang al Artista | Mejor actor de reparto | The Neighbor               | Ganador   |
| 2013 | 22nd Buil Film Awards           | Mejor actor de reparto | The Neighbor               | Nominado  |
| 2016 | 5th APAN Star Awards            | Mejor actor de reparto | 38 Revenue Collection Unit | Nominado  |
| 2016 | 37th Blue Dragon Film Awards    | Mejor actor de reparto | Train to Busan             | Nominado  |
| 2017 | 8th KOFRA Film Awards           | Mejor actor de reparto | Train to Busan             | Ganador   |
| 2017 | 11th Asian Film Awards          | mejor actor de reparto | Train to Busan             | Nominado  |
| 2017 | 53rd premio Baeksang al artista | actor de reparto       | Train to Busan             | Nominado  |
| 2017 | 22nd Chunsa Film Art Awards     | mejor actor de reparto | Train to Busan             | Nominado  |